# Arizonai ördögfióka
Az Arizonai ördögfióka (Raising Arizona) egy 1987-ben bemutatott filmvígjáték. Írta és rendezte Joel Coen, a forgatókönyv megírásában, testvére Ethan Coen is segített. A főszerepben Nicolas Cage és Holly Hunter látható, akik egy igen furcsa párt alakítanak a filmben. A film a 20th Century Fox megbízásából készült.

## Cselekmény
H.I. szupermarketek kirablására szakosodott, amiért többször is börtönbe került. De most eldönti, hogy jó útra tér és normális életet fog élni, mert szerelmes lett. Meg is házasodik, de kiderül, hogy a feleségének nem lehet gyereke, ezért eldöntik, hogy elrabolnak egyet. A terv sikerrel jár, de H.I.-t kirúgják a munkahelyéről, ezért ismét rabolni kezd, aminek az asszony nem nagyon örül. Ráadásul H.I. régi cimborái is megjelennek a családi fészekben, akik rá akarják venni H.I.-t a tuti balhéra. De megtudják, hogy a gyerek nem az övék, ezért megkötözik H.I.-t a gyereket meg magukkal viszik a bankrablásra. Eközben egy mindenre elszánt fickó vadászni kezd a gyerekrablókra, mert meg akarja kaparintani a jutalmat.

## Szereplők
| Szerep                               | Színész             | Magyar hangja (1. szinkron, 1990) |
| ------------------------------------ | ------------------- | --------------------------------- |
| H.I. McDonnough                      | Nicolas Cage        | Kaszás Attila                     |
| Edwina McDunnough                    | Holly Hunter        | Hűvösvölgyi Ildikó                |
| Nathan Arizona Sr.                   | Trey Wilson         | Rajhona Ádám                      |
| Gale Snoats                          | John Goodman        | Maróti Gábor                      |
| Evelle Snoats                        | William Forsythe    | Kerekes József                    |
| Glen                                 | Sam McMurray        | Incze József                      |
| Dot                                  | Frances McDormand   | Kiss Mari                         |
| Leonard Smalls                       | Randall ’Tex’ Cobb  | Vass Gábor                        |
| Florence Arizona                     | Lynne Dumin Kitei   | Nem beszél                        |
| börtönpszichológus                   | Peter Benedek       | Várkonyi András                   |
| kedves öreg boltos                   | Charles ’Lew’ Smith | Bicskey Károly                    |
| fiatalabb FBI-ügynök                 | Warren Keith        | Varga T. József                   |
| mesélős cellatárs                    | Sidney Dawson       | Kristóf Tibor                     |
| szabadlábra helyező bizottság elnöke | Richard Blake       | Perlaki István                    |
| szabadlábra helyező bizottság tagja  | Troy Nabors         | Antal László                      |
| furgonos férfi                       | John O`Donnal       | Vogt Károly                       |
| kifestett elítélt                    | Ruben Young         | Csikos Gábor                      |
| rendőr az Arizona-házban             | Dennis Sullivan     | Incze József                      |
| rendőr az Arizona-házban             | Dick Alexander      | Bata János                        |
| öreg farmer a bankban                | Rusty Lee           | Kenderesi Tibor                   |
| ujjlenyomat-technikus                | James Yeater        | Dobránszky Zoltán                 |
| riporter                             | Bill Andres         | Orosz István                      |
| riporter                             | Carver Barns        | Szalai Imre                       |
| mesélős munkatárs                    | M. Emmet Walsh      | Kránitz Lajos                     |